# Batalion KOP „Hoszcza”
Batalion KOP „Hoszcza” – pododdział piechoty Korpusu Ochrony Pogranicza.

## Formowanie i zmiany organizacyjne
Na posiedzeniu Politycznego Komitetu Rady Ministrów, w dniach 21–22 sierpnia 1924, zapadła decyzja powołania Korpusu Wojskowej Straży Granicznej. 12 września 1924 Ministerstwo Spraw Wojskowych wydało rozkaz wykonawczy w sprawie utworzenia Korpusu Ochrony Pogranicza, a 17 września instrukcję określającą jego strukturę. W pierwszym etapie organizacji KOP sformowano 1 Brygadę Ochrony Pogranicza, a w jej składzie 3 batalion graniczny. Podstawą formowania był rozkaz szefa Sztabu Generalnego L. dz. 12044/O.de B./24 z dnia 27 września 1924.
W jego skład wchodziły: cztery kompanie piechoty, drużyna dowódcy batalionu i pluton łączności. Według etatu liczy on 25 oficerów, 200 podoficerów i 603 szeregowców. Jego uzbrojenie stanowiły: 2 ciężkie karabiny maszynowe, 48 ręcznych km, 48 garłaczy, 439 karabinów, 280 karabinków i 32 pistolety. Środki transportu to 15 wozów taborowych, 1 motocykl i 7 rowerów.
3 października 1924 major Julian Królikowski z 40 pp został przeniesiony do KOP i wyznaczony na stanowisko dowódcy batalionu. Dowództwo rozlokowało się w Hoszczy w budynku prywatnym, własnym . Długość ochranianego przez batalion odcinka granicy wynosiła 69 kilometrów, przeciętna długość pododcinka kompanijnego to 23 kilometry, a strażnicy 5 kilometrów. Odległość dowództwa batalionu od dowództwa brygady wynosiła 30 kilometrów.
W 1926 zorganizowano na szczeblu brygady szkołę podoficerską dla niezawodowych podoficerów piechoty. Szkoła 1 Brygady OP stacjonowała w Hoszczy przy 3 batalionie granicznym.
Latem 1928 zlikwidowana została szkoła podoficerska. W jej miejsce, oraz w miejsce identycznych szkół funkcjonujących w pozostałych brygadach, w twierdzy Osowiec utworzony został batalion szkolny KOP.
W ramach 1 Brygady OP zorganizowano też Szkołę Podoficerów Zawodowych Kawalerii w Niewirkowie będącą w składzie 3 batalionu granicznego.
W lipcu 1929 przyjęto zasadę, że bataliony przyjmą nazwę miejscowości będącej miejscem ich stacjonowania. Obok nazwy geograficznej, do 1931 stosowano również numer batalionu. W tym czasie na uzbrojeniu posiadał 713 karabiny Berthier wz.1916, 51 ręczne karabiny maszynowe Chauchat wz. 1915 i 2 ciężkie karabiny maszynowe wz.1914.
Aby zapewnić macierzystej brygadzie odpowiednią liczbę żołnierzy o specjalności saperskiej, w Hoszczy, z dniem 1 kwietnia 1928, przy 3 batalionie granicznym utworzono ośrodek wyszkolenia saperów.
W wyniku reorganizacji batalionu w 1931, w miejsce istniejących plutonów karabinów maszynowych, utworzono kompanię karabinów maszynowych. Rozwinięto też kadry kompanii szkolnej do pełnoetatowej kompanii odwodowej. Po przeprowadzonej reorganizacji „R.2” batalion składał się z dowództwa batalionu, plutonu łączności, kompanii karabinów maszynowych, kompanii odwodowej i trzech kompanii granicznych.
W listopadzie 1936 batalion etatowo liczył 20 oficerów, 64 podoficerów, 23 nadterminowych i 547 żołnierzy służby zasadniczej.
Rozkazem dowódcy KOP z 23 lutego 1937 została zapoczątkowana pierwsza faza reorganizacji Korpusu Ochrony Pogranicza „R.3”. Batalion otrzymał nowy etat. Był jednostką administracyjną dla dywizjonu szkolnego kawalerii KOP „Niewirków”, kompanii saperów KOP „Hoszcza”, posterunku żandarmerii KOP „Hoszcza”, komendy pasa granicznego pw baonu KOP „Hoszcza”. Po rozformowaniu Brygady KOP „Wołyń” batalion wszedł w skład pułku KOP „Zdołbunów”.
Z dniem 15 maja 1939 batalion stał się oddziałem gospodarczym. Stanowisko kwatermistrza batalionu przemianowane zostało na stanowisko zastępcy dowódcy batalionu do spraw gospodarczych, płatnika na stanowisko oficera gospodarczego, zastępcy oficera materiałowego dla spraw uzbrojenia na zbrojmistrza, zastępcy oficera materiałowego dla spraw żywnościowych na oficera żywnościowego.
Zmobilizowany w 1939 batalion został włączony w struktury rezerwowej 38 Dywizji Piechoty jako I batalion 98 pułku piechoty, dzieląc losy innych jednostek armii Karpaty.
Po odejściu batalionu przeznaczonego dla 38 Dywizji Piechoty garnizon jednostki w Hoszczy skadrował, wyposażył i doprowadził do stanu etatowego (poprzez wcielenie nowych rekrutów i rezerwistów) jednostkę na nowo od podstaw. Batalion wszedł w skład pułku KOP „Równe” i po 17 września 1939 brał udział w obronie ówczesnej wschodniej granicy państwa przed radzieckim agresorem.

## Służba graniczna
Batalion graniczny był podstawową jednostką taktyczną Korpusu Ochrony Pogranicza przeznaczoną do pełnienia służby ochronnej na powierzonym mu odcinku granicy polsko-radzieckiej, wydzielonym z pasa ochronnego brygady. Odcinek batalionu dzielił się na pododcinki kompanii, a te z kolei na pododcinki strażnic, które były „zasadniczymi jednostkami pełniącymi służbę ochronną”, w sile półplutonu. Służba ochronna pełniona była systemem zmiennym, polegającym na stałym patrolowaniu strefy nadgranicznej i tyłowej, wystawianiu posterunków alarmowych, obserwacyjnych i kontrolnych stałych, patrolowaniu i organizowaniu zasadzek w miejscach rozpoznanych jako niebezpieczne, kontrolowaniu dokumentów i zatrzymywaniu osób podejrzanych, a także utrzymywaniu ścisłej łączności między oddziałami i władzami administracyjnymi. Batalion graniczny KOP „Hoszcza” w 1934 ochraniał odcinek granicy państwowej szerokości 79 kilometrów 917 metrów. Po odtworzeniu w 1939, batalion ochraniał granicę długości 81 kilometrów 780 metrów.
Wydarzenia:
- W meldunku sytuacyjnym z 22 stycznia 1925 napisano:

19 stycznia 1925 o godz. 19.45 we wsi Sołowje po bolszewickiej stronie wybuchł pożar. 20 stycznia o godz. 1 w nocy po bolszewickiej stronie wzdłuż toru kolejowego padło 13 strzałów.
21 stycznia 1925 o godz. 3.30 na pododcinku kompanii granicznej KOP „Nowomalin” banda w sile dwunastu ludzi napadła od zachodu na folwark Dowgieliszki pod Bołotkowcami. Krążące na granicy patrole ze strażnicy nr 115 zaalarmowane strzałami posterunku odpędziły bandę, która umknęła w lasy Nowomalińskie w kierunku na Buszczę, silnie się ostrzeliwując.
Dowódca kompanii granicznej KOP „Hołyczówka” kpt. Biernacki zameldował, że po ukazaniu się łuny pożaru w Swiate zamknął granicę i do godz. 11.00 dnia 21 stycznia 1925 przebywał na odcinku. Nie zauważono przejścia bandy przez granicę mimo jej zamknięcia i obserwacji. Istniało prawdopodobieństwo, że banda, która napadła na Swiate oraz banda usiłująca napaść na Dowgieliszki rekrutują się z miejscowych osób i pozostają jeszcze na naszym terenie. W związku z powyższym oddziałom KOP wydano rozkaz ostrego pogotowia i zamknięcia granicy, a wojska asystencyjne oraz policja po przeszukaniu lasów miały bandę nakierować ku granicy.
- W meldunku sytuacyjnym z 23 stycznia 1925 napisano:

Banda o której pisano w Meldunku sytuacyjnym nr 12 w dniu wczorajszym i w nocy nie przeszła na sowiecka stronę.
W nocy z 21 na 22 stycznia część bandy w rejonie pododcinka nr 29 kierując się przez Podobankę na Stójło próbowała przekroczyć granicę, ale napotkała polski patrol. Po krótkiej strzelaninie uciekając na zachód skryła się w lasach.
- W meldunku sytuacyjnym z 26 stycznia 1925 napisano:

24 stycznia 1925 po bolszewickiej stronie zauważono pożar pomiędzy Annopolem a Lisiczami, a drugi kierunku Lidawki prawdopodobnie w Wielkim Sknycie.
24 stycznia o godz. 18.00 we wsi Łebedzie spalił się dom i stajnia. Pożar był aktem zemsty za przekonania polityczne właściciela, który jest przychylnie do nas nastawiony. Niejaki Perechodko miał dokonać podpalenia, który podobno miał organizować bandę w tym rejonie. Według niesprawdzonych wiadomości miał być wcześniej aresztowany przez policją i uciec w kajdanach.
W związku z pożarami po bolszewickiej stronie, które od kilku dni są częstym zjawiskiem, z za kordonu dochodzą wieści, że sowiety po swojej stronie mają silną dywersję powstańczą.
W nocy z 23 na 24 stycznia 1925 siedmiu bandytów dokonało napadu na folwark Nizkie koło Sieniawki. Miejscowość ta nie leży na terenie pasa ochronnego nr 2. Bandyci zrabowali drobne przedmioty i żądali wydania pieniędzy, o których dzierżawca majątku mówił w Sieniawce w przeddzień napadu. Istnieją przypuszczenia, że to miejscowi bandyci dokonali napadu. Prowadzone są poszukiwania przez oddziały asystencyjne i policję. Udzielona jest pomoc odwodu KOP. Wydano zarządzenia mające na celu przechwycenia bandytów na granicy.
- W meldunku sytuacyjnym z 27 stycznia 1925 napisano:

W dniu 22 stycznia 1925 na pododcinku kompanii nr 28 – Kurhany strażnica nr 112 przytrzymała sześciu przemytników z Rosji oraz na polecenie Punktu Przejściowego wysiedliła Aleksego Mikołajewa.
Na pododcinku kompanii nr 27 – Hłuboczek przytrzymano Elpasza Rudę i Antoniego Stępniaka, którzy usiłowali przejść na sowiecką stronę.
W dniu 23 stycznia na pododcinku kompanii nr 26 między słupami granicznymi 1621 i 1622 w czasie kontroli został przez bolszewicki patrol składający się z trzech konnych raniony szer. Konstanty Tomaka. Otrzymał w lewe ramię ciężką ranę postrzałową ze złamaniem kości.
- W meldunku sytuacyjnym z 29 stycznia 1925 napisano:

26 stycznia 1925 o godz. 18.00 na pododcinku kompanii nr 20 „Kurhany” wysiedlono dwóch osobników.
W nocy z 27 na 28 stycznia 1925 około godziny 22.00 banda o nieznanej sile dokonała w Zawidowie rabunku w mieszkaniu miejscowego żyda, a następnie oddaliła się w nieznanym kierunku. Zaalarmowano oddziały KOP i policję, które robią poszukiwania w rejonie. Na odcinku kompanii 27 i 28 została zamknięta granica. O godz. 0.35 słychać było kilka strzałów między Milatynem a Siejańcami. Dalsze poszukiwania w toku, bliższych szczegółów brak.
- 8 lutego 1925 (niedziela) w Równem zastrzelił się z rewolweru sierżant Eugeniusz Dziułek z 3 baonu granicznego (kompania w Korcu); przyczyna samobójstwa nieznana[31].

Bataliony sąsiednie:
- 2 batalion KOP „Bereźne” ⇔ 11 batalion KOP „Ostróg”

## Walki batalionu
Walki o strażnice:

Batalion graniczny ppłk. Władysława Węgrzyńskiego znalazł się na głównym kierunku uderzenia 8 Korpusu Strzeleckiego i 36 Brygady Pancernej wspartych pododdziałami 20 Oddziału Wojsk Pogranicznych NKWD. Zaskoczony atakiem został rozbity, a większość żołnierzy dostała się do niewoli. Strażnice i kompanie w zasadzie nie walczyły.
Pełniący służbę na strażnicy „Sapożyn” szeregowiec Edmund Pluciński, tak przedstawia wydarzenia w Sapożynie:

W nocy z 16 na 17 września 1939 r. pełniłem służbę przy aparacie telefonicznym. Ze mną był por. Klaczyński. Około godz. 1:30 w nocy  odebrałem telefon od patrolu granicznego, donoszący o niezwykłych ruchach i odgłosach po stronie sowieckiej. Prawie równocześnie dzwoniła policja z miejscowego posterunku z zapytaniem, co się dzieje, jak się zachować. Kolejny meldunek z granicy donosił, że wojska sowieckie przekroczyły granicę i zbliżają się do miasteczka Korzec. Kolejny telefon z posterunku policji w Korcu donosił, że Sowieci są już przy posterunku. W tym momencie łączność z posterunkiem policji została przerwana. Również po meldunku, że Sowieci z Korca kierują się na Równe, a więc i na Sapożyn, łączność z naszymi placówkami na granicy została przerwana. Była godz. 3:00. Wkrótce byli już u nas. Szli rozwiniętymi formacjami, strzelając raz po raz w stronę koszar. Jeden z naszych żołnierzy strzelił i położył jednego Ruska. Nasz budynek stał przy samej drodze, chwyciłem karabin i wypadłem na balkon, lecz por. Klaczyński krzyknął: Pluciński padnij, nie strzelaj. W tym momencie Rosjanie wdarli się do naszego budynku i nas ogarnęli. Byliśmy już bezbronni [...]. Za oknem słychać było strzały. Dwaj nasi rezerwiści Ciołek i Piątek stali za jakimś drzewem i patrzyli. Zginęli obaj od kuł rosyjskich. Był już ranek".

## Struktura organizacyjna

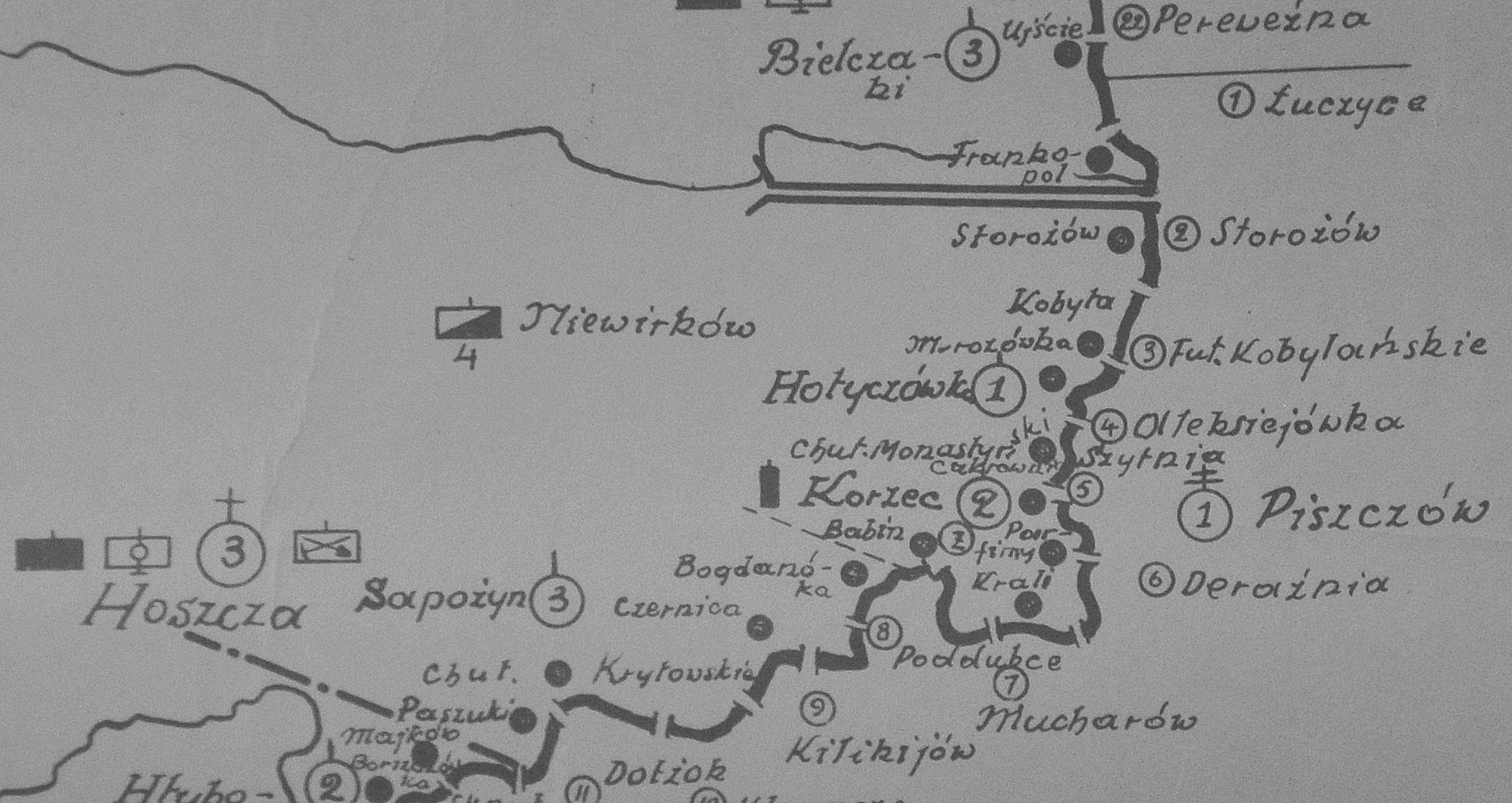
Rozmieszczenie baonu KOP „Hoszcza” w 1931

Organizacja batalionu w 1934:
- dowództwo batalionu
- pluton łączności
- kompania odwodowa
- kompania karabinów maszynowych
- 1 kompania graniczna KOP „Hołyczówka”
- 2 kompania graniczna KOP „Korzec”
- 3 kompania graniczna KOP „Sapożyn”

Z dniem 20 maja 1938 dowódca KOP zarządzeniem nr L.1411/tj.og.org/38 reaktywował w 3 kompanii granicznej „Sapożyn” strażnicę KOP „Lidawka”.

## Żołnierze batalionu

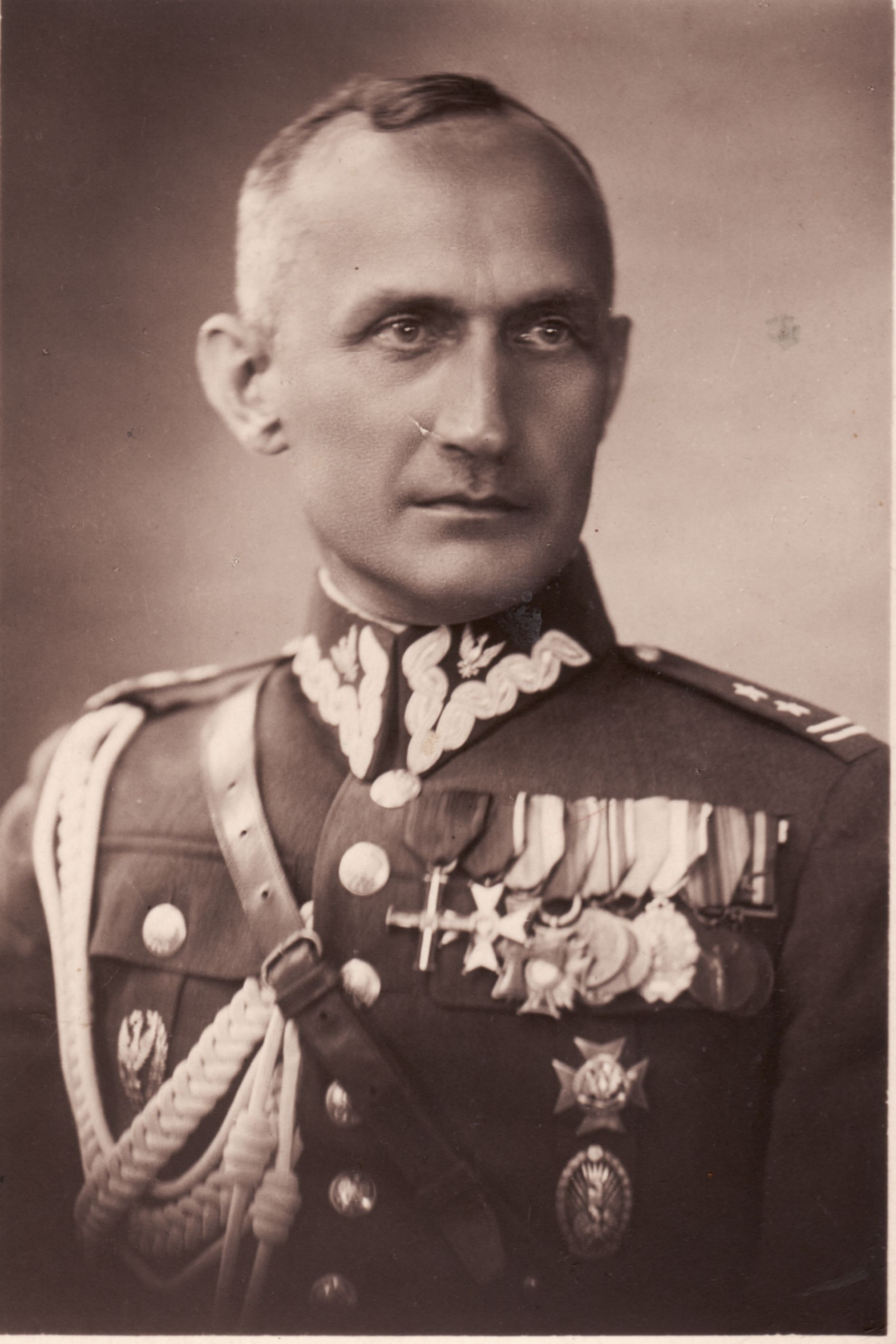
Ppłk Leon Bączkiewicz - dowódca batalionu KOP „Hoszcza” w latach 1929 - 1930.

| stopień           | imię i nazwisko      | okres pełnienia służby     | kolejne stanowisko      |
| ----------------- | -------------------- | -------------------------- | ----------------------- |
| mjr               | Julian Królikowski   | 3 X 1924 − 12 III 1929     | zastępca dowódcy 59 pp  |
| mjr piech.        | wz. Jan Niemierski   | 12 III 1929 − 20 IX 1929)  |                         |
| mjr dypl.         | Leon Bączkiewicz     | 23 VIII 1929 – 31 III 1930 | dowódca batalionu 14 pp |
| ppłk piech.       | Jan Niemierski       | 28 III 1930 – 30 VI 1934   | stan spoczynku          |
| ppłk piech.       | Antoni Żółkiewski    | 13 V 1934 – 2 IV 1937      | zastępca dowódcy        |
| mjr / ppłk piech. | Władysław Węgrzyński | 1 V 1937 – 1939            |                         |

Obsada personalna w 1928 :
- dowódca batalionu – ppłk Julian Królikowski
- adiutant batalionu – por. Tadeusz Solecki
- kwatermistrz – mjr Antoni Żółkiewski
- płatnik – por. Władysław Ciecierega
- oficer materiałowy – por. Szczepan Orłowski
- oficer żywnościowy – por. Adam Romański
- oficer wywiadowczy – kpt. Zygmunt Muchniewski
- dowódca kompanii szkolnej – por. Andrzej Mika

Obsada personalna w 1934 :
- dowódca batalionu – ppłk Antoni Żółkiewski
- adiutant batalionu – por. Łucjan Łukawski
- kwatermistrz – kpt. Sylwester Jarosz
- oficer materiałowy – Bolesław Pełczyński
- płatnik – por. Józef Trylko
- lekarz – por Henryk Bielecki
- dowódca plutonu łączności – por. Kazimierz Plasota
- dowódca kompanii odwodowej – kpt. Zygmunt Bagnowski
- dowódca kompanii karabinów maszynowych – kpt. Julian Więcek
- komendant powiatowy PW pasa granicznego Równe – por. Kazimierz Skrzydlewski

Obsada personalna batalionu w marcu 1939:
- dowódca batalionu – ppłk piech. Władysław Węgrzyński
- adiutant batalionu – kpt. piech. Władysław Marian Dumnicki
- kwatermistrz – kpt. adm. (piech.) Jan Gosiewski
- oficer materiałowy – kpt. adm. (piech.) Bolesław Aleksander Pełczyński
- oficer ewidencji personalnej – por. piech. Witold Antoni Bielewicz
- lekarz medycyny – kpt. lek. dr Henryk Bielecki[f]
- oficer płatnik – kpt. int. Józef VIII Dąbrowski
- oficer żywnościowy – chor. Franciszek Szulc
- dowódca 1 kompanii granicznej – kpt. piech. Juliusz Peyser[g]
- dowódca plutonu – por. Wacław Kunicki
- dowódca 2 kompanii granicznej – kpt. piech. Stanisław VIII Nowicki[h]
- dowódca plutonu – por. Stanisław Franciszek Starak
- dowódca 3 kompanii granicznej – mjr piech. Stanisław II Marek[i]
- dowódca plutonu – por. piech. Władysław Michał Majewski
- dowódca plutonu – por. piech. Tomasz Trochimczuk
- dowódca kompanii odwodowej – kpt. piech. Antoni Małecki
- dowódca plutonu – por. piech. Aleksander Pluta
- dowódca kompanii karabinów maszynowych – kpt. piech. Zygmunt Litwornia[j]
- dowódca plutonu – chor. Marian Stępień
- dowódca plutonu – chor. Antoni Wagner
- dowódca plutonu łączności – kpt. piech. Kazimierz Plasota[k]

### Żołnierze batalionu – ofiary zbrodni katyńskiej
Biogramy zamordowanych znajdują się na stronie internetowej Muzeum Katyńskiego
| Nazwisko i imię                | stopień               | zawód                | miejsce pracy przed mobilizacją | zamordowany |
| ------------------------------ | --------------------- | -------------------- | ------------------------------- | ----------- |
| Bielewicz Witold Antoni        | porucznik piechoty    | oficer służby stałej |                                 | Katyń       |
| Kozieł Franciszek              | podporucznik rezerwy  | nauczyciel           | Szkoła Powszechna w Hłuboczku   | Katyń       |
| Lachowski Adam                 | podporucznik rezerwy  | technik budownictwa  |                                 | Katyń       |
| Małecki Antoni                 | kapitan piechoty      | oficer służby stałej |                                 | Katyń       |
| Pełczyński Bolesław Aleksander | kapitan administracji | oficer służby stałej |                                 | Katyń       |
| Puzichowski Michał             | podporucznik rezerwy  | nauczyciel           | Szkołą Powszechna w Paszukach   | Katyń       |
| Wójtowicz Władysław            | podporucznik rezerwy  | prawnik              | Sąd Grodzki w Korcu             | Katyń       |
| Kamiński Walenty               | podporucznik rezerwy  | nauczyciel           | szkoła powszechna w ?           | Charków     |
| Król Zygmunt                   | porucznik             |                      |                                 | ULK         |
| Węgrzyński Władysław           | podpułkownik piechoty | oficer służby stałej |                                 | ULK         |